# Semir Tuce
Semir Tuce (ur. 11 lutego 1964 w Mostarze) – bośniacki piłkarz występujący na pozycji napastnika. Wcześniej reprezentant Jugosławii.

## Kariera klubowa
Tuce karierę rozpoczynał w 1981 roku w zespole Velež Mostar. W sezonie 1985/1986 zdobył z nim Puchar Jugosławii, a w sezonie 1986/1987 wywalczył wicemistrzostwo Jugosławii. Graczem Veležu był przez osiem sezonów. W 1991 roku przeszedł do szwajcarskiego FC Luzern. W sezonie 1991/1992 wraz z tym zespołem zdobył Puchar Szwajcarii. W tym samym sezonie spadł z nim też z pierwszej ligi do drugiej. W kolejnym sezonie wrócił jednak do pierwszej ligi. W 1995 roku zakończył karierę.

## Kariera reprezentacyjna
W reprezentacji Jugosławii Tuce zadebiutował 29 października 1986 wygranym 4:0 meczu eliminacji Mistrzostw Europy 1988 z Turcją. 25 marca 1987 w wygranym 4:0 towarzyskim pojedynku z Austrią strzelił pierwszego gola w kadrze. W latach 1986–1989 w drużynie narodowej rozegrał 7 spotkań i zdobył 2 bramki.
W 1988 roku Tuce wziął udział w Letnich Igrzyskach Olimpijskich, zakończonych przez Jugosławię na fazie grupowej.